# Van Dyke Brooke
Van Dyke Brooke, nato Stewart McKerrow (Detroit, 22 giugno 1859 – Saratoga Springs, 17 settembre 1921), è stato un regista cinematografico, attore e sceneggiatore statunitense dell'epoca del cinema muto.

## Biografia
Nato a Detroit con il nome Stewart McKerrow, cominciò a lavorare nel cinema come regista a 49 anni, girando alcuni cortometraggi per la Vitagraph. Il primo di questi è The Reprieve: An Episode in the Life of Abraham Lincoln che uscì nel giugno del 1908. In ottobre, venne distribuito The Mummer's Daughter, in cui apparve come sceneggiatore. L'anno dopo, in aprile, iniziò anche la sua carriera di attore, protagonista di His First Girl.
Tra il 1908 e il 1921 scrisse 24 sceneggiature, interpretò 130 film, ne diresse 217. Fu uno dei primi registi a lavorare per conto della pionieristica casa di produzione della costa occidentale Vitagraph.
Il suo ultimo lavoro, nel 1921, fu come attore nella commedia A Midnight Bell, diretta e prodotta da Charles Ray. Il film uscì in agosto: Brooke morì il 17 settembre di quell'anno.

## Filmografia
La filmografia, secondo IMDb, è completa. Quando manca il nome del regista, questo non viene riportato nei titoli

### Attore
- His First Girl, regia di George D. Baker - cortometraggio (1909)
- Borrowed Clothes; or, Fine Feathers Make Fine Birds, regia di Van Dyke Brooke - cortometraggio (1909)
- The Power of the Press, regia di Van Dyke Brooke - cortometraggio (1909)
- Conscience, regia di Van Dyke Brooke - cortometraggio (1910)
- Convict No. 796, regia di Van Dyke Brooke - cortometraggio (1910)
- The Peacemaker, regia di Van Dyke Brooke - cortometraggio (1910)
- Her Mother's Wedding Gown, regia di Laurence Trimble (1910)
- Captain Barnacle's Chaperone (1910)
- Captain Barnacle's Courtship, regia di George D. Baker (1911)
- The Wooing of Winifred, regia di Van Dyke Brooke (1911)
- The Leading Lady, regia di Ned Finley (1911)
- The Show Girl, regia di Van Dyke Brooke (1911)
- The Sleep Walker, regia di Van Dyke Brooke (1911)
- She Came, She Saw, She Conquered, regia di Van Dyke Brooke (1911)
- Two Wolves and a Lamb, regia di Van Dyke Brooke (1911)
- For Love and Glory, regia di Van Dyke Brooke (1911)
- Captain Barnacle's Baby, regia di Van Dyke Brooke (1911)
- The Second Honeymoon, regia di Van Dyke Brooke (1911)
- Wages of War, regia di Van Dyke Brooke (1911)
- My Old Dutch, regia di George D. Baker (1911)
- A Friendly Marriage, regia di Van Dyke Brooke (1911)
- A Western Heroine, regia di Rollin S. Sturgeon (1911)
- Captain Barnacle, Diplomat, regia di Van Dyke Brooke (1911)
- An Innocent Burglar, regia di Van Dyke Brooke (1911)
- His Wife's Secret, regia di Van Dyke Brooke e Maurice Costello (1911)
- Love at Gloucester Port, regia di Van Dyke Brooke e Maurice Costello (1911)
- Some Good in All, regia di Maurice Costello e Robert Gaillard (1911)
- A Romance of Wall Street, regia di Van Dyke Brooke e Maurice Costello (1912)
- Captain Barnacle's Messmates, regia di Van Dyke Brooke (1912)
- L'onore del nome (For the Honor of the Family), regia di Van Dyke Brooke - cortometraggio  (1912)
- The First Violin, regia di Van Dyke Brooke (1912)
- The Law or the Lady, regia di Van Dyke Brooke e Maurice Costello (1912)
- Winning Is Losing, regia di Charles L. Gaskill
- The Diamond Brooch (1912)
- Mrs. 'Enry 'Awkins, regia di Van Dyke Brooke e Maurice Costello (1912)
- The Old Silver Watch (1912)
- Nemesis!, regia di Van Dyke Brooke e Maurice Costello (1912)
- The Jocular Winds of Fate, regia di Van Dyke Brooke e Maurice Costello (1912)
- Counsel for the Defense, regia di Van Dyke Brooke (1912)
- The Old Kent Road, regia di Van Dyke Brooke e Maurice Costello  (1912)
- Dr. LaFleur's Theory, regia di Van Dyke Brooke e Maurice Costello  (1912)
- The Spider's Web, regia di Van Dyke Brooke e Maurice Costello  (1912)
- Their Golden Anniversary, regia di Van Dyke Brooke e Maurice Costello  (1912)
- Lulu's Doctor, regia di Van Dyke Brooke (1912)
- On the Pupil of His Eye, regia di Van Dyke Brooke e Maurice Costello  (1912)
- The Foster Child, regia di Van Dyke Brooke (1912)
- Conscience, regia di Van Dyke Brooke e Maurice Costello  (1912)
- The Adventure of the Thumb Print, regia di Van Dyke Brooke (1912)
- The Adventure of the Retired Army Colonel, regia di Van Dyke Brooke (1912)
- Flirt or Heroine, regia di Van Dyke Brooke (1912)
- Captain Barnacle's Legacy, regia di Van Dyke Brooke (1912)
- Captain Barnacle's Waif, regia di Van Dyke Brooke (1912)
- Mrs. Lirriper's Lodgers, regia di Van Dyke Brooke (1912)
- Captain Barnacle, Reformer, regia di Van Dyke Brooke (1912)
- Lord Browning and Cinderella, regia di Van Dyke Brooke (1912)
- O'Hara, Squatter and Philosopher, regia di Van Dyke Brooke (1912)
- Ida's Christmas, regia di Van Dyke Brooke (1912)
- O'Hara Helps Cupid, regia di Van Dyke Brooke (1913)
- Tim Grogan's Foundling, regia di Van Dyke Brooke (1913)
- O'Hara's Godchild, regia di Van Dyke Brooke (1913)
- The Mouse and the Lion, regia di Van Dyke Brooke (1913)
- The Modern Prodigal, regia di Van Dyke Brooke (1913)
- Wanted, a Strong Hand, regia di Van Dyke Brooke (1913)
- O'Hara and the Youthful Prodigal, regia di Van Dyke Brooke (1913)
- Cupid Through a Keyhole, regia di Van Dyke Brooke (1913)
- A Modern Psyche, regia di Van Dyke Brooke (1913)
- The Silver Cigarette Case, regia di Van Dyke Brooke (1913)
- O'Hara as a Guardian Angel, regia di Van Dyke Brooke (1913)
- An Old Man's Love Story, regia di Van Dyke Brooke (1913)
- Dr. Crathern's Experiment, regia di Van Dyke Brooke (1913)
- Better Days, regia di Van Dyke Brooke (1913)
- The Kiss of Retribution, regia di Van Dyke Brooke (1913)
- Under the Daisies; or, As a Tale That Is Told, regia di Van Dyke Brooke (1913)
- The Doctor's Secret, regia di Van Dyke Brooke (1913)
- Father's Hatband, regia di Van Dyke Brooke (1913)
- An Elopement at Home, regia di Van Dyke Brooke (1913)
- Fanny's Conspiracy, regia di Van Dyke Brooke (1913)
- The Salvation of Kathleen, regia di Van Dyke Brooke (1914)
- Officer John Donovan, regia di Van Dyke Brooke (1914)
- The Vavasour Ball, regia di Van Dyke Brooke (1914)
- Sawdust and Salome, regia di Van Dyke Brooke (1914)
- His Little Page, regia di Van Dyke Brooke (1914)
- The Sacrifice of Kathleen, regia di Van Dyke Brooke (1914)
- Old Reliable, regia di Van Dyke Brooke (1914)
- A Helpful Sisterhood, regia di Van Dyke Brooke (1914)
- Cupid Versus Money, regia di Van Dyke Brooke (1914)
- Miser Murray's Wedding Present, regia di Van Dyke Brooke (1914)
- The Right of Way, regia di Van Dyke Brooke (1914)
- A Wayward Daughter, regia di Van Dyke Brooke (1914)
- Fogg's Millions, regia di Van Dyke Brooke (1914)
- Memories in Men's Souls, regia di Van Dyke Brooke (1914)
- Politics and the Press, regia di Van Dyke Brooke (1914)
- The Loan Shark King, regia di Van Dyke Brooke (1914)
- The Peacemaker, regia di Van Dyke Brooke (1914)
- Under False Colors, regia di Van Dyke Brooke (1914)
- The Mill of Life, regia di Maurice Costello e Robert Gaillard
- Goodbye Summer, regia di Van Dyke Brooke (1914)
- The Curing of Myra May, regia di Van Dyke Brooke (1914)
- Sunshine and Shadows, regia di Van Dyke Brooke (1914)
- A Question of Clothes, regia di Van Dyke Brooke (1914)
- A Daughter of Israel, regia di Van Dyke Brooke (1915)
- The Evil Men Do, regia di Maurice Costello e Robert Gaillard (1915)
- The Barrier of Faith, regia di Van Dyke Brooke (1915)
- A Daughter's Strange Inheritance, regia di Van Dyke Brooke (1915)
- Janet of the Chorus, regia di Van Dyke Brooke (1915)
- Elsa's Brother, regia di Van Dyke Brooke (1915)
- A Pillar of Flame, regia di Van Dyke Brooke (1915)
- The Criminal, regia di Van Dyke Brooke (1916)
- The Mystery of Mary, regia di Harry Lambart (1915)
- The Romance of a Handkerchief, regia di Van Dyke Brooke (1915)
- Dorothy, regia di Van Dyke Brooke (1915)
- The Gods Redeem, regia di Van Dyke Brooke (1915)
- Saints and Sinners, regia di Van Dyke Brooke (1915)
- A Question of Right or Wrong, regia di Van Dyke Brooke (1915)
- Tried for His Own Murder, regia di Van Dyke Brooke (1916)
- The Road of Many Turnings, regia di Van Dyke Brooke (1916)
- A Caliph of the New Bagdad, regia di Van Dyke Brooke (1916)
- Primal Instinct, regia di Van Dyke Brooke (1916)
- Would You Forgive Her?, regia di Van Dyke Brooke (1916)
- The Bond of Blood, regia di Van Dyke Brooke (1916)
- The Stormy Petrell, regia di Van Dyke Brooke (1919)
- The Moonshine Trail, regia di J. Stuart Blackton (1919)
- The Fortune Hunter, regia di Tom Terriss (1920)
- The Sea Rider, regia di Edwin L. Hollywood (1920)
- What Women Want, regia di George Archainbaud (1920)
- The Son of Wallingford, regia di George Randolph Chester e Lillian Christy Chester (1921)
- The Passionate Pilgrim, regia di Robert G. Vignola (1921)
- Straight Is the Way, regia di Robert G. Vignola (1921)
- The Crimson Cross, regia di George Everett (1921)
- A Midnight Bell, regia di Charles Ray (1921)

### Regista
- The Reprieve: An Episode in the Life of Abraham Lincoln (1908)
- The Guilty Conscience (1908)
- The Gypsy's Revenge (1908)
- Sepolto vivo (Buried Alive, 1908)
- The Dumb Witness (1908)
- Stolen Plans or The Boy Detective (1908)
- Duty Versus Revenge (1908)
- Leah the Forsaken (1908)
- The Witch (1908)
- The Stage-Struck Daughter (1908)
- The Inn of Death: An Adventure in the Pyrenees Mountains (1908)
- A Jealous Old Maid; or, No One to Love Her (1908)
- Slippery Jim's Repentance (1908)
- Slumberland (1908)
- The Flower Girl of Paris (1908)
- We Must Do Our Best (1909)
- A Sister's Love: A Tale of the Franco-Prussian War (1909)
- A Colonial Romance (1909)
- The Deacon's Love Letters (1909)
- Jessie, the Stolen Child (1909)
- The Honor of the Slums (1909)
- The Poor Musician (1909)
- The Lost Sheep  (1909)
- The Sculptor's Love (1909)
- A False Accusation (1909)
- The Empty Sleeve, or Memories of Bygone Days (1909)
- Caught at Last (1909)
- The Plot That Failed (1909)
- The Foundling (1909)
- Led Astray (1909)
- Mine at Last (1909)
- For Her Sweetheart's Sake (1909)
- The Artist's Revenge (1909)
- Judge Not That Ye Be Not Judged (1909)
- Borrowed Clothes; or, Fine Feathers Make Fine Birds (1909)
- The Evil That Men Do (1909)
- The Hunchback (1909)
- The Fisherman; Or, Men Must Work and Women Must Weep (1909)
- The Little Father; or, The Dressmaker's Loyal Son (1909)
- The Siren's Necklace (1909)
- Les miserables (Part II) (1909)
- The Scales of Justice (1909)
- Betty's Choice (1909)
- Les misérables (Part III) (1909)
- The Power of the Press (1909)
- Conscience (1910)
- Capital vs. Labor (1910)
- Convict No. 796 (1910)
- Love of Chrysanthemum (1910)
- The Peacemaker (1910)
- A Dixie Mother (1910)
- The Wooing of Winifred (1911)
- The Show Girl (1911)
- The Sacrifice (1911)
- The Sleep Walker (1911)
- The Geranium (1911)
- She Came, She Saw, She Conquered (1911)
- Two Wolves and a Lamb (1911)
- For Love and Glory (1911)
- Captain Barnacle's Baby (1911)
- The Second Honeymoon (1911)
- Wages of War (1911)
- The Thumb Print (1911)
- A Friendly Marriage (1911)
- The Child Crusoes (1911)
- Forgotten; or, An Answered Prayer (1911)
- Her Hero (1911)
- Captain Barnacle, Diplomat (1911)
- An Innocent Burglar (1911)
- His Last Cent (1911)
- His Wife's Secret, co-regia Maurice Costello (1911)
- Love at Gloucester Port (1911)
- The Money Kings co-regia William Humphrey (1912)
- A Romance of Wall Street (1912)
- The Law or the Lady (1912)
- Captain Barnacle's Messmates (1912)
- L'onore del nome (For the Honor of the Family) - cortometraggio (1912)
- The First Violin (1912)
- The Love of John Ruskin (1912)
- Mrs. Carter's Necklace (1912)
- Mrs. 'Enry 'Awkins (1912)
- The Old Silver Watch
- Nemesis! (1912)
- The Jocular Winds of Fate (1912)
- Captain Jenks' Diplomacy (1912)
- Counsel for the Defense (1912)
- The Old Kent Road co-regia Maurice Costello  (1912)
- Dr. LaFleur's Theory (1912)
- The Spider's Web, co-regia di Maurice Costello (1912)
- Their Golden Anniversary (1912)
- Lulu's Doctor (1912)
- On the Pupil of His Eye (1912)
- The Foster Child
- The Money Kings
- Conscience (1912)
- The Adventure of the Thumb Print (1912)
- The Adventure of the Retired Army Colonel (1912)
- The Two Battles (1912)
- Saving an Audience (1912)
- Flirt or Heroine (1912)
- Captain Barnacle's Legacy (1912)
- Captain Barnacle's Waif (1912)
- The Adventure of the Italian Model (1912)
- Mrs. Lirriper's Lodgers (1912)
- Captain Barnacle, Reformer (1912)
- Lord Browning and Cinderella (1912)
- Billy's Burglar (1912)
- O'Hara, Squatter and Philosopher (1912)
- Mrs. Lirriper's Legacy (1912)
- The Night Before Christmas (1912)
- Ida's Christmas (1912)
- Two Women and Two Men (1912)
- The Reincarnation of Karma (1912)
- O'Hara Helps Cupid (1913)
- A Trap to Catch a Burglar (1913)
- Just Show People (1913)
- Tim Grogan's Foundling (1913)
- O'Hara's Godchild (1913)
- The Mouse and the Lion (1913)
- Dick, the Dead Shot (1913)
- The Modern Prodigal (1913)
- Wanted, a Strong Hand (1913)
- The Artist's Great Madonna (1913)
- O'Hara and the Youthful Prodigal (1913)
- Mr. Horatio Sparkins (1913)
- A Soul in Bondage (1913)
- Cupid Through a Keyhole (1913)
- One Can't Always Tell (1913)
- A Modern Psyche (1913)
- The Heart of Mrs. Robins (1913)
- The Bachelor's Baby, or How It All Happened (1913)
- The Silver Cigarette Case (1913)
- 'Arriet's Baby (1913)
- No Sweets (1913)
- One Over on Cutey (1913)
- The Tiger Lily (1913)
- Solitaires (1913)
- O'Hara as a Guardian Angel (1913)
- An Old Man's Love Story (1913)
- Dr. Crathern's Experiment (1913)
- Better Days (1913)
- When Glasses Are Not Glasses (1913)
- The Kiss of Retribution (1913)
- The Other Woman (1913)
- Under the Daisies; or, As a Tale That Is Told (1913)
- The Doctor's Secret (1913)
- Father's Hatband (1913)
- His Silver Bachelorhood (1913)
- An Elopement at Home (1913)
- Fanny's Conspiracy (1913)
- The Blue Rose (1913)
- The Honorable Algernon (1913)
- The Salvation of Kathleen (1914
- Officer John Donovan (1914)
- The Vavasour Ball (1914)
- Sawdust and Salome (1914)
- His Little Page (1914)
- The Sacrifice of Kathleen (1914)
- Old Reliable (1914)
- A Helpful Sisterhood (1914)
- Cupid Versus Money (1914)
- Miser Murray's Wedding Presen (1914)
- The Right of Way (1914)
- A Wayward Daughter (1914)
- Fogg's Millions (1914)
- John Rance, Gentleman (1914)
- Memories in Men's Souls (1914)
- The Hidden Letters (1914)
- Politics and the Press (1914)
- The Loan Shark King (1914)
- The Peacemaker (1914)
- Under False Colors (1914)
- Goodbye Summer (1914)
- The Curing of Myra May (1914)
- Sunshine and Shadows (1914)
- A Question of Clothes (1914)
- A Daughter of Israel (1915)
- The Barrier of Faith (1915)
- A Daughter's Strange Inheritance (1915)
- Janet of the Chorus (1915)
- Elsa's Brother (1915)
- A Pillar of Flame (1915)
- The Criminal (1915)
- The Dawn of Understanding (1915)
- The Romance of a Handkerchief (1915)
- Dorothy (1915)
- Rags and the Girl (1915)
- The Gods Redeem (1915)
- Saints and Sinners (1915)
- A Question of Right or Wrong (1915)
- The Crown Prince's Double (1915)
- Tried for His Own Murder (1916)
- The Road of Many Turnings (1916)
- A Caliph of the New Bagdad (1916)
- Primal Instinct (1916)
- Lights of New York (1916)
- Would You Forgive Her? (1916)
- The Bond of Blood (1916)
- The Harbor of Happiness (1916)
- Captain Jinks Should Worry (1916)
- Captain Jinks' Hidden Treasure (1916)
- Captain Jinks, the Cobbler (1916)
- Captain Jinks' Getaway (1916)
- Captain Jinks' Love Insurance (1917)
- Captain Jinks' Partner (1917)
- Captain Jinks' Stingy Spirit (1917)
- Captain Jinks' Trial Balance (1917)
- Captain Jinks' Better Half (1917)
- Captain Jinks' Wife's Husband (1917)
- Captain Jinks' Love Letters (1917)
- Captain Jinks' Cure (1917)
- Captain Jinks' Explosive Temper (1917)
- Captain Jinks' Kids (1917)
- Captain Jinks' Alibi (1917)
- Captain Jinks, the Plumber (1917)
- Captain Jinks' Great Expectations (1917)
- An Amateur Orphan (1917)
- It Happened to Adele (1917)
- The Stormy Petrell (1919)
- The Tiger Lily (1919)

### Sceneggiatore
- The Mummer's Daughter, regia di George D. Baker (1908)
- Virginius, regia di J. Stuart Blackton (1909)
- The Poor Musician, regia di Van Dyke Brooke (1909)
- His First Girl, regia di George D. Baker (1909)
- A Georgia Wedding, regia di George D. Baker (1909)
- Betty's Choice, regia di Van Dyke Brooke (1909)
- Auld Robin Gray, regia di Laurence Trimble (1910)
- The New Stenographer, regia di George D. Baker (1911)
- The Subduing of Mrs. Nag, regia di George D. Baker (1911)
- My Old Dutch, regia di George D. Baker (1911)
- Forgotten; or, An Answered Prayer, regia di Van Dyke Brooke (1911)
- Her Hero, regia di Van Dyke Brooke (1911)
- His Last Cent, regia di Van Dyke Brooke (1911)
- The French Spy, regia di Laurence Trimble (1912)
- Jerry's Mother-in-Law, regia di James Young (lavoro teatrale) (1913)
- Officer John Donovan, regia di Van Dyke Brooke (1914)
- Rags and the Girl, regia di Van Dyke Brooke (1915)
- The Gods Redeem, regia di Van Dyke Brooke (1915)
- A Question of Right or Wrong, regia di Van Dyke Brooke (1915)
- The Bond of Blood, regia di Van Dyke Brooke (1916)
- Captain Jinks' Wife's Husband, regia di Van Dyke Brooke (1917)
- Captain Jinks' Explosive Temper, regia di Van Dyke Brooke (1917)
- Captain Jinks, the Plumber, regia di Van Dyke Brooke (1917)
- Captain Jinks' Great Expectations, regia di Van Dyke Brooke (1917)